# La Fièvre dans le sang (chanson)
Cet article concerne la chanson d'Alain Chamfort. Pour le film d'Elia Kazan, voir La Fièvre dans le sang.
Singles de Alain Chamfort
Traces de toi
(1986) Revenir avec vous
(1987)
La Fièvre dans le sang est une chanson écrite par Jacques Duvall, composée par Alain Chamfort et Marc Moulin et interprétée par Alain Chamfort pour l'album Tendres fièvres en 1986. Initialement paru en face B du single 45 tours de Traces de toi, en mai 1986, La Fièvre dans le sang ressort en single en novembre 1986, cette fois-ci en face A, la face B étant Traces de toi. La pochette du single utilise la photo du recto de la pochette de l'album.

## Accueil
Entré le 28 février 1987 au Top 50 à la 40e place, La Fièvre dans le sang rencontre au départ un succès moins marquant que son prédécesseur, puisqu'il quitte le Top la même semaine, il y revient cependant le 21 mars 1987 à la 49e place. Toutefois, le single quitte encore les charts mais y rentre à nouveau à partir du 4 avril 1987, à la 49e place, y restant cette fois-ci classé durant quatre semaines consécutives, dont une à la 36e place. Il quitte une troisième fois le Top dans la semaine du 25 avril 1987 en 44e position, avant de revenir une dernière fois pour une semaine le 9 mai 1987 à la 39e place. Malgré ce parcours en dents de scie, ce titre connaît finalement un certain succès devenant l'un des classiques du répertoire du chanteur.

A noter que début 2016, La Fièvre dans le sang refait une courte apparition dans les classements français, en écho à la parution d'une compilation de l'artiste à cette même époque.

## Classement
| Classement (1987) | Meilleure position |
| ----------------- | ------------------ |
| France (SNEP)     | 36                 |